# Phare de Ryvarden
Le phare de Ryvarden (en norvégien : Ryvarden fyr)  est un feu côtier situé sur la côte ouest de la commune de Sveio, dans le comté de Vestland (Norvège). Il est géré par l'administration côtière norvégienne (en norvégien : Kystverket).

## Histoire
Ce phare a été érigé en 1849 pour marquer la rive sud de l'entrée du Bømlafjorden (en) depuis la mer. Il est situé à environ 8 kilomètres au sud-ouest du centre municipal de Sveio. En 1984, le phare a été automatisé et n'avait plus besoin d'un gardien de phare résidant sur le site. En 2005, la municipalité a acheté la station de signalisation et les bâtiments sont maintenant utilisés comme musée culturel régional.
Le phare est utilisé du crépuscule jusqu'à l'aube tous les jours du 1er juillet au 10 juin de chaque année (il n'est pas utilisé pour une partie de juin en raison du soleil de minuit dans cette partie du monde).

## Description
Le phare  est une tour carrée blanche  en bois de 10 mètres de haut, avec galerie et lanterne rouge. Son feu à occultations émet, à une hauteur focale de 22 mètres, trois éclats blancs, rouges et verts  selon différents secteurs toutes les 10 secondes. Sa portée nominale est de 12.7 milles nautiques (environ 24 km) pour le feu blanc, 10 pour le feu rouge et 9 pour le feu vert.
Identifiant : ARLHS : NOR-038 ; NF-1332 - Amirauté : B3578 - NGA : 2900 .

### Lien connexe
- Liste des phares de Norvège